# مصطفى شهيب
مصطفى أمين شهيب كاتب مصري عرف بأسلوبه السّاخر ومزجه بين العربيّة والعاميّة في كتابته، له عدّة مؤلفات منها: بلد متعلم عليها، الحب ف رغيف، رحلتي من الشك..للشك برضه، كل الطرق تؤدي ل60 داهية.

## حياته
ولد مصطفى شهيب في بريطانيا عام 1988م لأب وأم مصريين، والده يعمل محاضراً بكلية التجارة في جامعة القاهرة وأمه تعمل كمعلمة تاريخ، تخرّج عام 2009م من قسم الإعلام بكلية الآداب في جامعة المنوفية.
عمل في جريدة وشوشة الفنية في عامي 2007-2008م، ثم عمل كمشرف في صفحة «ولد وبنت» الشبابية و «ضربة قلم» الثقافية بجريدة عين في عامي 2013-2014م، بعد ذلك عمل كشرف أيضا على صفحة "20-30" الشبابية بجريدة البوابة المصرية في الفترة ما بين 2014-2016م.
في عام 2014، كتب للإذاعة المصرية مسلسل «مالك الهوا» بطولة أحمد عز، منة شلبي، لطفي لبيب، رجاء الجداوي وإخراج تامر حسني واذيع على راديو 9090، وكتب أيضاً برنامج «تقفيل مصري» وهو برنامج ساخر يتناول الاوضاع الاجتماعية بسخرية وكان بأداء حسن حسني واذيع على نفس الراديو.
شارك مصطفى شهيب في كتابة مسلسل «حكومة شو» بطولة محمود عزب، وقد تم منع المسلسل من العرض بسبب نقده لكبار رجال الدولة في ذلك الوقت، تم اذاعته بعد الثورة على التليفزيون الرسمي عام 2011م، شارك أيضاً في كتابة البرنامج الكوميدي «عرض كبير» تقديم اكرم الشرقاوي وقد اذيع على قناة سي بي سي عام 2015.
اختاره محمد صبحي للمشاركة في كتابة واعداد برنامجه «اعزائي المشاهدين مفيش مشكلة خالص»، وكتب 8 مسرحيات بموسم البرنامج الأول والثاني وهم: «الغربة»، «راجل ونص»، «إمبراطورية سين»، «ليت الشباب»، «ابيض واسود»، «فيلم كده وكده»، «البطل»، «جوازة جديدة»، بالإضافة لكتابة حلقات كاملة من البرنامج.
وكتب مسرحية «عيلة اتعملها بلوك» أول مسرحية طويلة مع الفنان محمد صبحي وتُجرى حاليا بروفات المسرحية 
له العديد من مقالات الرأي صدرت في العديد من الصحف والمجلات والدوريات وينشر بشكل منتظم في جريدتى «عين» وموقع «مصر العربية».

## كتبه
1. كتاب «بلد متعلم عليها» عام 2010م عن دار الرواق (12طبعة) وينتقد فيه الأوضاع الشبابية بطريقة ساخرة.
2. كتاب «الحب ف رغيف» عام 2011م عن دار الرواق (6 طبعات).
3. كتاب «خيمة 8» عام 2013م عن دار الرواق (3 طبعات) وكتب عنه الكاتب مدحت العدل «من لم يعش الأيام الثمانية عشر المجيدة في ثورة يناير وفاتته تلك الفرصة التاريخية ولم يكن سعيد الحظ مثل من عاشها يستطيع أن يشم رائحة تلك الأيام يأكل الكشري مع من لا يعرفه في نفس العلبة ويتقاسمان كوب الشاي ويهتفان بسقوط النظام وبالعيش والحرية والعدالة الاجتماعية ثم يستنشقان معا غاز الداخلية.. كل هذا وأكثر لمن يقرأ الكتاب الصادق ثري التفاصيل لشاب موهوب جرئ أحسست وأنا أقرأ كتابه الممتع (خيمة 8) بعودة تلك الأيام الرائعة إنه مصطفي شهيب من الجيل الذي أحسسنا معه أن مصر أبدا لن تموت.. جدير بالقراءة.. جدير با الاقتناء».
4. كتاب «رحلتى من الشك للشك برضه» 2015م عن دار الرواق (14 طبعة) وهو يتناول كل الاسئلة التي لم يجد لها الشباب إجابة ولا حل.
5. كتاب «كل الطرق تؤدي ل 60 داهية»2016م عن دار تويا (10 طبعات) وهو كتاب ينتقد بطريقة ساخرة الاوضاع والمشاعر الشبابية.
6.كتاب «ليالي الحنية» 2019م عن دار الرواق حقق مرحبا أكبر مبيعات في معرض الكتاب 2019

## أعماله التلفزيونيه
كتب مسلسل انحراف (مسلسل) وهو مسلسل تلفزيوني مصري عُرض في شهر رمضان عام 2022 م، مستوحى من أحداث حقيقة من بطولة روجينا، أحمد صفوت، لوسي، سميحة أيوب، أحمد فؤاد سليم، محمد لطفي، محمد الكيلاني، رانيا محمود ياسين وسماء إبراهيم، من تأليف مصطفى شهيب ومن إخراج رؤوف عبد العزيز.

تدور الأحداث في دراما تشويقية عن مليئة بالغموض، حول انحراف عدد من الشخصيات عن الطبيعة البشرية؛ يصطدمون بطبيبة نفسية وتقرر تعديل المسار بطريقتها الخاصة.

## أعماله الاذاعية
في عام 2014، كتب للإذاعة المصرية مسلسل مسلسل مالك الهوا «مالك الهوا» بطولة أحمد عز، منة شلبي، لطفي لبيب، رجاء الجداوي وإخراج تامر حسني واذيع على راديو 9090، وكتب أيضاً برنامج «تقفيل مصري» وهو برنامج ساخر يتناول الاوضاع الاجتماعية بسخرية وكان بأداء حسن حسني واذيع على نفس الراديو.
وفي عام 2019 كتب مسلسل “فيتامين واو” من تأليف مصطفى شهيب، وبطولة مجموعة من الشباب الواعد. وإخراج هيثم حجاج وتم عرضه على إذاعة نجوم اف ام في رمضان 2019.
وفي عام 2020 كتب برنامج «متحف المشاهير» والذي عرض على اذاعة نجوم اف ان في رمضان 2020 تقديم مريم امين يوميا في الساعة 5 قبل الإفطار، حيث تصحب جمهور «نجوم إف إم»، في جولة مع أهم الإكسسوارات التي ارتبط بشخصيات النجوم والشخصيات التي قدموها.
كما سيتم التعرف على خفايا وأسرار البعض مثل جاكيت حنفي الأبهة وبايب الرئيس السادات، ومنديل أم كلثوم، وجوانتي مايكل جاكسون، وموتوسكيل الشيخ حسني.
وفي عام 2021 كتب مسلسل «دايرة الشك» والذي عرض على اذاعة نجوم اف ام في رمضان 2021، قبل الفطار ومن بطولة فريق واما حيث كل يوم هناك جريمة جديدة، محقق يقوم بالتحقيق في قضية ويجعل المستمع يستكمل معه التحقيق، مع تقديم أدلة في كل حلقة ونترك الأمر لذكاء المستمع إن كان سيعرف من المتهم أو حل القضية من إخراج هيثم حجاج 
وكتب برنامج قصة حُبهم الذي عرض في رمضان 2021وعُرض على اذاعة نجوم اف ام من تقديم جيهان عبد الله ويحكي قصص الحب بين المشاهير ويظهر الجانب الإنساني الضعيف في حياة النجوم، وبطل كل حكاية هو قصة الحب هناك قصص تنتهي نهاية حزينة، ولجأت لأرشيف لقاءات النجوم ومذكراتهم، البرنامج جديد على جيهان عبد الله ونوعية البرامج التي تقدمها.
كتب أيضا برنامج «نص الحكاية» مع المذيعة مريم أمين والذي عُرض في رمضان 2021 وفكرته تناول الجانب المظلم في حياة النجوم، الجانب الإنساني أن لكل نجم حياة مختلفة عن التي نراها دائما من سفر وسهرات
وفي عام 2022 كتب برنامج (محصلش) من تقديم المذيعة مريم أمين والذي عُرض في رمضان 2022 قبل الإفطار على إذاعة نجوم اف ام